# دحل المسفر

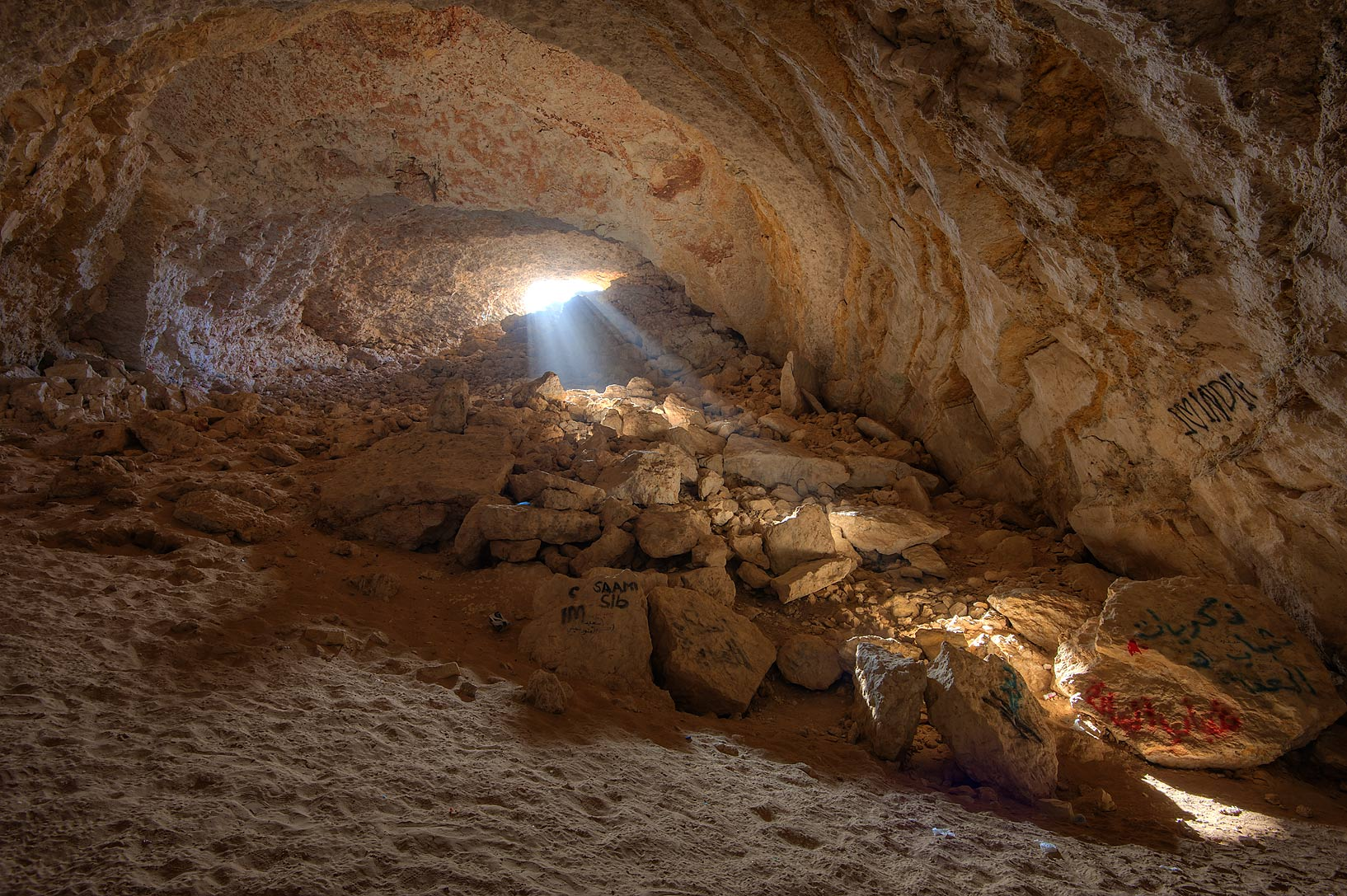
كهف دحل المسفر

دحل المسفر هو كهف يُعد معلمًا طبيعيًا في منطقة روضة الراشد في قطر. يحتوي الكهف على بلورات جبسية ليفية. عُمقه في كل جانب من 40 مترًا إلى 100 متر على الأقل. يبلغُ حجم المدخل حوالي 12 × 4.5 مترًا، وتنشأ بلوراته الجبسية من تشكيل الدمام السفلي وتكوين روس.